# Линдо, Эльвира
Эльвира Линдо (исп. Elvira Lindo; род. 23 января 1962, Кадис, Испания) — испанская журналистка и писательница. 

## Биография
В возрасте 12 лет Линдо переехала в Мадрид, где изучала журналистику в Мадридском университете Комплутенсе. Еще не получив диплом об окончании обучения, она начала работать на телевидении и на радио в качестве диктора, актрисы и сценариста. Её первый роман был основан на одном из её вымышленных персонажей — маленьком мальчике Манолито Очкарике, который стал классическим героем испанской детской литературы. Манолито — сын водителя грузовичка — ведет скромную жизнь в Карабанчель — рабочем квартале Мадрида. Этот персонаж стал центральным действующим лицом некоторых рассказов от первого лица, пропитанных юмором, иронией и острой социальной критикой.
Эльвира Линдо также занималась написанием романов и пьес для взрослой аудитории. Так, она написала сценарий для фильма «La primera noche de mi vida» и сотрудничала с режиссером Мигелем Альбаладехо (фильмы: «Manolito Gafotas», «Ataque verbal»). Также, взяв за основу повесть своего мужа Антонио Муньоса Молина, она написала сценарий к киноленте «Plenilunio».
С тех пор как Молину назначили директором Института Сервантеса в Нью-Йорке, Эльмира Линдо живет там вместе с ним. Она часто пишет различные статьи для испаноязычной газеты «El País», занимается редакторским делом, а также внештатно работает в некоторых других журналах и газетах. В 1998 году Линдо получила Национальную премию в области литературы для детей и юношества (Premio Nacional de Literatura Infantil y Juvenil) за свою книгу «Манолито Очкарик» и нараду «Biblioteca Breve» за повесть для взрослых «Одно из твоих слов» (Una palabra tuya). Ее следующая книга «Lo que me queda por vivir» была выпущена 3 сентября 2010 года.